# Candida sake
Candida sake är en svampart som först beskrevs av Saito & M. Ota, och fick sitt nu gällande namn av Uden & H.R. Buckley ex S.A. Mey. & Ahearn 1983. Candida sake ingår i släktet Candida, ordningen Saccharomycetales, klassen Saccharomycetes, divisionen sporsäcksvampar och riket svampar.   Inga underarter finns listade i Catalogue of Life.